# Sanctum
Sanctum 3D – australijsko-amerykański dreszczowiec, w reżyserii Alistera Griersona z 2011 roku wyprodukowany w trójwymiarze. Produkcją filmu zajął się m.in. James Cameron, reżyser Titanica i Avatara.
Premiera filmu odbyła się 4 lutego 2011 roku.

## Opis fabuły
Film przedstawia historię podwodnej ekspedycji 15 nurków, którzy postanawiają eksplorować podwodne jaskinie w Morzu Koralowym u wybrzeży Australii.

## Obsada
- Richard Roxburgh – Frank
- Ioan Gruffudd – Carl
- Rhys Wakefield – Josh
- Alice Parkinson – Victoria
- Dan Wyllie – George
- Christopher Baker – J.D.
- Nicole Downs – Liz
- Allison Cratchley – Judes
- Cramer Cain – Luko
- Andrew Hansen – Dex
- John Garvin – Jim Sergeant

## Informacja dodatkowa
W smutnym zbiegu okoliczności, Agnieszka Milówka, kaskaderka zastępująca obie główne bohaterki akcji filmowej w zdjęciach podwodnych, zginęła w podobnych do filmu okolicznościach w kilka dni po premierze.